# اکسیژن‌زدایی بارتون–مک‌کامبی
اکسیژن‌زدایی بارتون–مک‌کامبی(به انگلیسی: Barton–McCombie deoxygenation) یک نام واکنش در شیمی آلی است که طی آن یک هیدروژن به جای یک گروه هیدروکسیل در یک ترکیب شیمیایی قرار گرفته و یک گروه آلکیل ایجاد می‌کند. این واکنش به افتخار دو شیمیدان به نام‌های درک بارتون و استوارت مک‌کامبی نام‌گذاری شده است.

## همچنین ببینید
- حذف چوگایف